# 2011 QF99
2011 QF99 هو أول طرواد يتم اكتشافه من طروادات أورانوس، وقد اكتشف في العام 2011 عن طريق مسح عميق لأجرام المتحولة من نبتون عن طريق مقراب كندا-فرنسا-هاواي, يعتقد أن قطره يبلغ 60كم مع بياض يبلغ 0.05.
يدور هذا الكويكب حاليًا بشكل مؤقت حول النقطة الرابعة من نقاط لاغرانج الخاصة بأورانوس ويعتقد أنه سيبقى كذلك لمدة 70 الف سنة ثم بعد ذلك سيتشارك مع أورانوس في نفس المدار لمدة ثلاث ملايين سنة ثم سيصبح قنطور كما كان سابقًا، حيث إن أورانوس هو من جذبه بالأساس.
بشكل عام يعتقد أن الطروادات الأورانوسية غير مستقرة حيث إن لا أحدًا منها يعد أصيلًا في مكانه، بل إن محاكيًا قد تم عمله استنتج أنه في أي وقت 0.4% من القناطير في الجمهرة المتبعثرة على بعد 34 وحدة فلكية ستشارك مدار أورانوس، ومن تلك يتوقع أن 64% منها ستتخذ مدار حدوة حصان، و10% ستتخذ مدارًا مشابهًا لأورانوس، و26% ستكون طروادات (متوزعة بشكل متساوي بين النقطة الرابعة والخامسة من نقاط لاغرانج).